# NGC 5319
NGC 5319 је спирална галаксија у сазвежђу Ловачки пси која се налази на NGC листи објеката дубоког неба.
Деклинација објекта је + 33° 45' 42" а ректасцензија 13h 50m 40,5s. Привидна величина (магнитуда) објекта NGC 5319 износи 15,5 а фотографска магнитуда 16,3. NGC 5319 је још познат и под ознакама KUG 1348+340, PGC 84061.